# Provinz Sulu

Lage der Inselprovinz Sulu

Sulu ist eine Provinz der Philippinen. Sie besteht aus mehreren Inseln des Sulu-Archipels und nimmt den äußersten Südwesten des Inselstaates zwischen den Provinzen Basilan und Tawi-Tawi ein. Die Provinz Sulu gehört politisch zur Autonomen Region Bangsamoro (BARMM).
Der Hauptsitz der Provinzregierung befindet sich in der Ortschaft Jolo auf der gleichnamigen Insel. Der Gouverneur von Sulu heißt Abdusakur Tan II.

## Geographie
Die Provinz Sulu umfasst die mittlere Gruppe der Inseln des Sulu-Archipels. In ihr vereint sich das Gebiet zwischen den Inseln Basilan im Osten und Tawi-Tawi Island im Westen, das sich nordöstlich von Borneo im Süden der Sulusee ausdehnt. Hier war einmal das Herrschaftsgebiet des Sultanats von Sulu.
Die Provinz besteht aus über 157 Inseln und Inselchen, von denen viele nicht einmal einen Namen besitzen. Sie wird in vier Gruppen unterteilt: Die Jolo-Gruppe, die Pangutaran-Gruppe, die Tongkil-Banguingui (Samales) Gruppe und die Siasi-Tapul-Gruppe.
Jolo ist vulkanischen Ursprungs und somit hoch und gebirgig. Einige Berge ziehen sich über die gesamte Insel, ohne jedoch einen Bergzug zu formen. Zwischen den Bergen liegen kleine Schluchten und weite Ausläufer von hügeligem Land, das von der Landwirtschaft geformt und geprägt wurde. Die anderen Inseln wie Pangutaran sind sumpfige, bewaldete, flache und niedrige Inseln, die ursprünglich aus Korallenformationen entstanden waren.
Auf den Hauptinseln sind die Flüsse zu schmal und unbedeutend, um durchgehend befahren werden zu können. Die wenigen sicheren Häfen gehören zu Jolo und Siasi. Auf Jolo findet sich eine Anzahl von Kraterseen, von denen der Seit- und der Panamaosee die bekanntesten darstellen.
Die Landfläche der Provinz beansprucht insgesamt 1600,4 km², womit sie bezogen auf die Fläche den fünfzehnten Rang der kleinsten Provinzen der Philippinen belegt.

## Demographie und Sprache
Die Provinz beheimatet laut der Volkszählung aus dem Jahr 2007 insgesamt 849.670 Menschen. Die Provinz nimmt damit den 40. Rang der bevölkerungsreichsten Provinzen der Philippinen ein. Die Bevölkerungsdichte liegt bei 531 Einwohnern pro km², womit Sulu den 13. Platz in dieser Statistik belegt.
Die Einwohnerschaft der Provinz besteht zu über 97 % aus Moslems, denn der Sulu-Archipel wird von der Volksgruppe der Tausūg dominiert. Die Tausūg waren unter den philippinischen Volksgruppen die Ersten, die den Islam bereits seit dem 14. Jahrhundert angenommen hatten.
Ihre traditionelle religiös-politische Struktur äußerte sich in einem Sultanat. Der Sultan bildete dabei das Haupt über alle Untertanen seines Herrschaftsgebietes. Bei der Nachfolge wurde eine patrilineare Erbfolge bevorzugt.
Der Name Tausūg bezieht sich auf den Ausdruck Menschen der Strömung, aufgrund der engen Beziehung, die dieses Volk zum Meer besitzt. Ihre handwerklichen Erzeugnisse spiegeln die Einflüsse des Islams und der indonesischen Nachbarinseln wider. Sie sind geschickte Künstler, die Boote fertigen sowie Schneidwaffen, Bronze- und Messingware herstellen. Daneben fabrizieren sie bestickte Textilien, Kunstwerke aus Muscheln, traditionelle Schnitzarbeiten und aus Holz gefertigte Grabstätten.
Die wesentliche Sprache der Einheimischen von Jolo ist die Sprache Tausug. Des Weiteren sind die Sprachen Samal, Cebuano, Chavacano, Tagalog und andere in der Provinz verbreitet. Viele Einwohner beherrschen daneben auch die englische Sprache.

## Wirtschaft
Die Ökonomie der Provinz Sulu wird von der Landwirtschaft und der Fischerei bestimmt. Die fruchtbaren Böden und das ideale Klima begünstigen das Wachstum einer Vielzahl von Nutzpflanzen, wie Faserbananen, Kokosnüsse und Orangen. Zu den Agrarprodukten zählen außerdem exotische Früchte, die in anderen Teilen des Archipels selten gefunden werden, wie Lanzones, Durian und die Sternfrucht.
Die Fischerei ist jedoch die wichtigste Einkommensquelle der Provinz, da die Sulusee eine der reichsten Fischgründe des Landes darstellt. Die Provinz beherbergt zudem eine weitläufig angesiedelte Perlenindustrie. Perlen werden ausgiebig gesammelt oder, wie auf Marungas Island, in einer Perlenfarm gezüchtet. Aus den Rückenschildern der Meeresschildkröten werden wiederum Tabletts und Kämme gefertigt. Während der Pausenzeiten zwischen den Fischzügen bauen die Leute Boote oder weben Matten. Andere Industrien innerhalb der Provinz sind der Anbau von Kaffee und die Konservierung von Früchten.

## Politische Gliederung
Sulu besteht aus 19 eigenständig verwalteten Gemeinden. Diese sind zudem in insgesamt 410 Barangays (Ortsteile) untergliedert.
Die Provinz wird weiterhin aufgeteilt in zwei Kongress-Distrikte.

### Gemeinden
| - Hadji Panglima Tahil (Marunggas) - Indanan - Jolo - Kalingalan Caluang - Lugus - Luuk - Maimbung - Old Panamao - Omar - Pandami | - Panglima Estino (New Panamao) - Pangutaran - Parang - Pata - Patikul - Siasi - Talipao - Tapul - Tongkil |

## Geschichte
Die Ankunft des Islams etwa um das Jahr 1138 entwickelte sich zu einem sozialen Phänomen, das einen ausgeprägten Einfluss auf das gesamte Südostasien hatte. Der Exodus von Arabern, Persern und anderen muslimischen Völkern bereiteten im 12. Jahrhundert den Weg für religiöse Missionare, Händler, Gelehrte und Reisende nach Sulu und Mindanao.
Die Geschichte von Sulu begann mit Karim-ul-Makhdum, einem arabischen Missionar und gelernten Richter, der 1380 in Sulu ankam. Er vermittelte den Einheimischen des Islam und setzte den Grundstock für die weitere politische Geschichte dieser Region. Im Jahre 1390 landete Rajah Baguinda (1390–1460) auf Buansa, das heute von Jolo umgeben ist, und erweiterte die missionarische Arbeit von Makdum.
Sayid Abubakar, ein fürstlicher Gelehrter aus Arabien, der Paramisuli, die Tochter Rajah Baguindas heiratete, erbte die Herrschaft von Rajah Baguinda, gründete das Sultanat und wurde der erste Sultan von Sulu. Um seine Herrschaft zu festigen, vereinte er die lokalen politischen Einheiten unter der Schirmherrschaft des Sultanats. In diesem Zug brachte er Sulu, die Halbinsel von Zamboanga, die Insel Palawan wie auch Basilan unter seine Obhut. Später, im Jahre 1704, stieß Sabah zu dieser Vereinigung, im Gegenzug für die Hilfe des Sultanats bei der Beendigung des Bürgerkriegs innerhalb der Brunei, der dort einige Jahrzehnte lang wütete.
Die Ankunft Ferdinand Magellans brachte die Philippinen dann in den Fokus der Europäer und öffnete die Tür zur spanischen Kolonialisierung des Inselstaates. Die Spanier führten das Christentum auf den Philippinen ein und bauten ein politisches System kirchlicher Zweiteilung auf, das dem erbitterten Widerstand begegnen sollte, der den Spaniern während der Moro-Kriege von 1578 bis 1899 entgegengeschlagen war.
Nachdem Spanien aufgrund der Niederlage im Spanisch-Amerikanischen Krieg die Philippinen den Vereinigten Staaten überlassen musste, erreichten nun amerikanische Truppen Jolo und beendeten die 23 Jahre währende spanische Militärbesatzung, die dort von 1876 bis 1899 herrschte. Am 20. August unterzeichneten Sultan Jamalul Kiram II und Brigadegeneral Gen John C. Bates das Bates Agreement (Bates-Vereinbarung), das die allmähliche Entmachtung des Sultanats weiter vorantrieb, welche von den Spaniern im Jahre 1878 begonnen wurde. Im März 1915 dankte der Sultan schließlich ab und übertrug seine weltliche Macht mit dem Carpenter-Vertrag der amerikanischen Verwaltung. Dieser Vertrag beseitigte letztendlich jedwede Opposition, die in den vorangegangenen Jahren gegen die Zivilregierung von Gouverneur Frank W. Carpenter aufgekommen war.
Mit dem Philippine Commission Act 2309 wurde im Jahre 1914 somit das Ministerium von Mindanao und Sulu unter Gouverneur Carpenter eingerichtet, das am 5. Februar 1920 mit dem Beschluss Nr. 2878 der philippinischen Legislative endete. Mit der Inkraftsetzung des Jones Laws (dem Gesetz zur philippinischen Autonomie) durch den Kongress der Vereinigten Staaten im Jahre 1916 wurden den Philippinen ultimativ ihre Unabhängigkeit garantiert und es begann der Einzug von einheimischen Filipinos in öffentliche Ämter. Sulu besaß dennoch bis in das Jahr 1935 einen amerikanischen Gouverneur, während ein General-Gouverneur in Manila die Weisungsbefugnis für alle Fragen das Gebiet von Sulu betreffend behielt.
Heute besitzt Sulu eine lokal organisierte Regierung, zunächst als ein Teil der Autonomous Region in Muslim Mindanao, der sie am 6. November 1990 beigetreten war. Seit 2019 gehört die Provinz zur neuen Region Bangsamoro. 
Unrühmliche Bekanntheit erlangt die Provinz jedoch durch die Aktivitäten der islamistischen Untergrundorganisation Abu Sayyaf, die hauptsächlich von den Inseln des Sulu-Archipels aus operiert. Mitglieder dieser Gruppe waren unter anderem im Jahre 2000 an der Entführung der deutschen Familie Wallert sowie deren Mitreisenden und Hotelangestellten eines Taucher-Resorts auf Sipadan beteiligt.

## Klima
Sulu befindet sich außerhalb des Taifungürtels, der das Wetter im Norden der Philippinen beeinflusst. Das Klima ist warm und die Luft in der Regel feucht, wobei konstant das gesamte Jahr über Niederschläge auftreten können.
Der Februar ist der kühlste Monat während von Mai bis August die heißesten Temperaturen zu erwarten sind. Die relative Luftfeuchtigkeit beträgt während dieser Zeit 86 %. Die Periode von Januar bis April bildet die Trockenzeit, bei der im Monat durchschnittlich lediglich zwischen 175 mm und 220 mm an Regen nieder geht. Im Jahresmittel liegt die Temperatur bei 26 °C, bei einem Maximum von 27 °C.

## Sehenswürdigkeiten
- Das Walled City (Ummauerte Stadt) von Jolo
- Maubo Beach bei Jolo
- Die Pearl Farm von Marungas Island
- Das Tubbataha-Riff